# 佐倉市立志津小学校
佐倉市立志津小学校（さくらしりつ しづしょうがっこう）は、千葉県佐倉市上座にある公立小学校。

## 沿革
- 1873年（明治6年） - 印旛郡第六番小学区公立井野町小学校として創立。
- 1887年（明治20年）7月 - 上志津尋常小学校に改称。
- 1890年（明治23年） - 井野尋常小学校が認可を受け、開校する。
- 1892年（明治25年）
  - 8月 - 井野尋常小学校を志津北尋常小学校に改称。
  - 9月 - 上志津尋常小学校を志津南尋常小学校に改称。
- 1896年（明治29年）3月 - 志津高等小学校が開校する。
- 1906年（明治39年）4月 - 志津高等小学校と志津北尋常小学校が廃校となり、志津尋常高等小学校に再編される。
- 1908年（明治41年）4月 - 志津南尋常小学校が志津尋常高等小学校と合併し、同校の第一分教場となる。これに併せて、青菅分教場を第二分教場に改称した。
- 1942年（昭和17年） - 千葉県印旛郡志津村国民学校に改称。
- 1947年（昭和22年） - 学制改革により、校名を志津村立志津小学校に改称する。
- 1954年（昭和29年） - 市制施行により、校名を佐倉市立志津小学校に改称する。
- 1955年（昭和30年） - 青菅地区に分校（第二分校）が建つ[1]。
- 1961年（昭和36年）
  - 4月 - 第一分校が当校から分離・独立し[1]、佐倉市立上志津小学校に改称[2]。
  - 5月 - 第二分校を青菅分校に改称する[1]。
- 1962年（昭和37年）9月 - 完全給食を実施。
- 1966年（昭和41年）9月 - 校舎を移転する。
- 1967年（昭和42年）3月 - 新校舎が完成する。
- 1971年（昭和46年）4月 - 佐倉市立井野小学校が開校。井野地区の学区を当校から分離する。
- 1974年（昭和49年）3月 - 体育館が完成する。
- 1977年（昭和52年）3月 - 青菅分校が廃校となる[1]。
- 1980年（昭和55年）9月 - 佐倉市立小竹小学校が開校。小竹地区の学区を当校から分離する。
- 1986年（昭和61年）4月 - 佐倉市立青菅小学校が開校。青菅・先崎地区の学区を当校から分離する。
- 1987年（昭和62年）6月 - プールが完成する。
- 1997年（平成9年）7月 - 体育館建て替えのため、旧体育館の解体を開始。同年、新体育館の建設工事を始める。
- 1998年（平成10年）7月 - 新体育館が完成する。
- 2000年（平成12年）9月 - コンピュータ教室を開設する。
- 2010年（平成22年）4月 - 特別支援学級を開設する。
- 2015年（平成27年）4月 - 志津学童保育所を開設する。
- 2016年（平成28年）11月[3] - 日本大学生産工学部創生デザイン学科により、青菅分校の校舎保存プロジェクト（愛称：AOSUGE PROJECT）が開始される[注 1][3]。
- 2019年（平成31年・令和元年） - 青菅分校の修繕工事が完了。同年10月26日、AOSUGE PROJECTによる活動報告会とお披露目会（公開展示）を開催する[4]。
- 2020年（令和2年）7月17日 - 国の文化審議会で旧青菅分校の校舎を登録有形文化財（建造物）として登録するよう、文部科学大臣に答申する[1][5][6][7]。
- 2021年（令和3年）2月4日 - 旧青菅分校の校舎が登録有形文化財（建造物）に登録される[8]。

（出典：）

## 基礎データ

### 象徴
- 校歌 - 作詞・作曲：伊藤勝治[9]

### スローガン
- 教育目標 - 自ら学び 豊かに関わり合い たくましく生きる児童の育成[9]

## 交通
- 京成電鉄本線・山万ユーカリが丘線ユーカリが丘駅徒歩15分